# Luigino
Luigino (plural: Luigini, abreviação: SPL) é uma moeda que foi lançada de 1994 até 1996 em Seborga, uma cidade da Itália que luta pela independência de seu principado. A situação legal desta moeda é controversa.
O autoploclamado príncipe Giorgio I de Seborga lançou novas moedas de diferentes tipos de metais, tais como a prata. A moeda é aceita em Seborga pelo comércio local. Todavia a moeda de curso legal é o euro.

## Moedas
Moedas de Luigini foram emitidas entre 1995 e 1997 com a efígie do Príncipe Giorgio nos valores de 5 centesimi, 15 centesimi, 1/2 luigino (50 centesimi), 1 luigino e 7 ½ luigini. Moedas com a efígie do novo príncipe, Marcello, foram emitidas em 2012 e 2013 com valores de 1, 2 e 2 ½ luigini. Nenhuma nota de banco foi emitida.

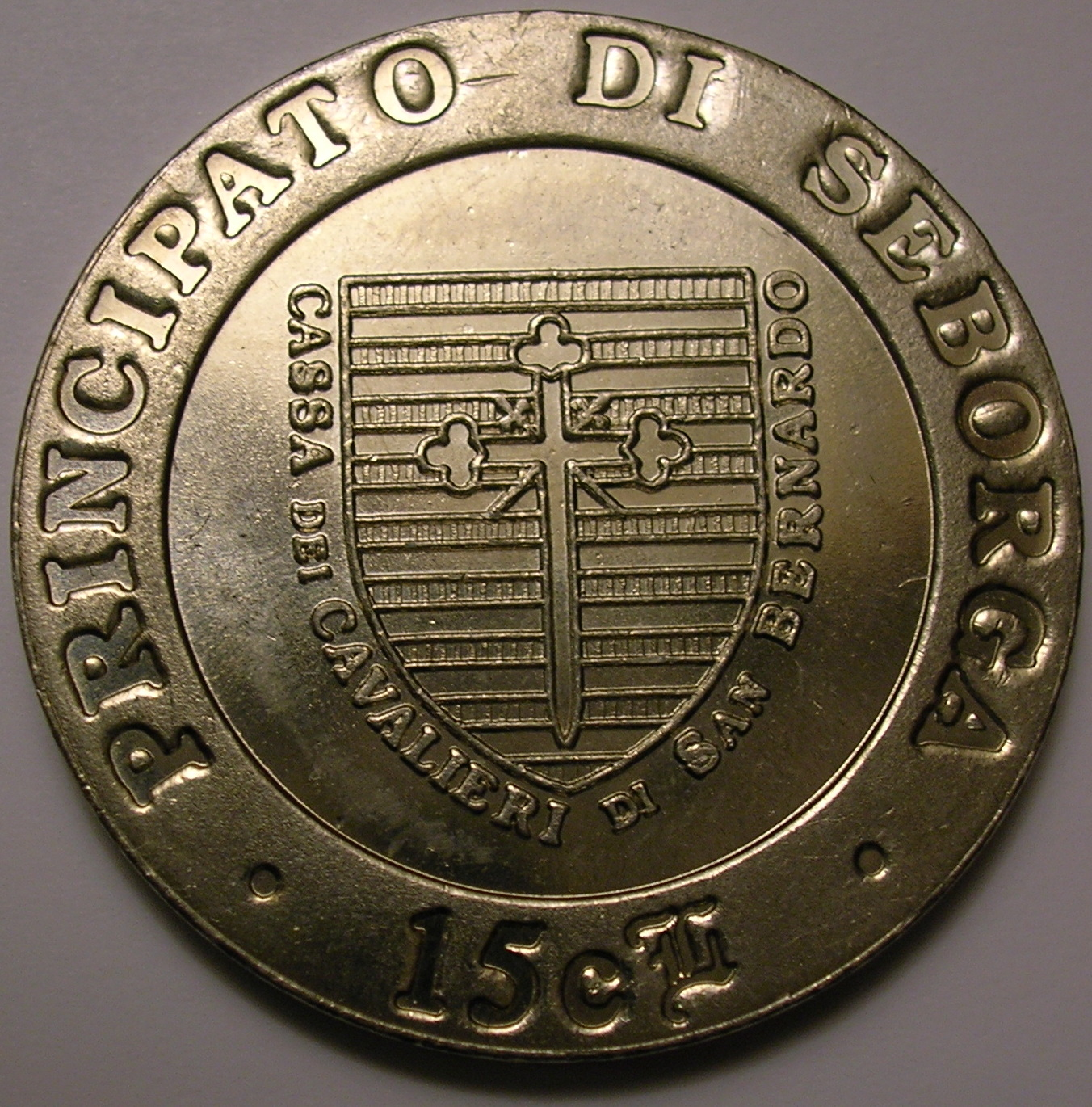
Moeda de 15 centesimi.

### Series 1994
| Valor nominal | Diâmetro | Edição | Metal              | Número da cópia |
| ------------- | -------- | ------ | ------------------ | --------------- |
| 1 Luigino     | 28 mm    | 1994   | Níquel             | 50              |
| 1 Luigino     | 28 mm    | 1994   | Bronze (85% Cobre) | 50              |
| 1 Luigino     | 28 mm    | 1994   | Níquel-Prata       | 50              |
| 1 Luigino     | 28 mm    | 1994   | Bronze (90% Cobre) | 50              |
| 1 Luigino     | 28 mm    | 1994   | Alumínio           | 50              |
| 1 Luigino     | 28 mm    | 1994   | Cobre              | 50              |
| 1 Luigino     | 28 mm    | 1994   | Chumbo             | 50              |
| 1 Luigino     | 28 mm    | 1994   | Aço inoxidável     | 50              |
| 1 Luigino     | 28 mm    | 1994   | Ferro-Níquel       | 50              |
| 1 Luigino     | 28 mm    | 1994   | Aço inoxidável     | 50              |
| 1 Luigino     | 28 mm    | 1994   | Bronze             | 50              |
| 1 Luigino     | 28 mm    | 1994   | .999 Prata         | 50              |
| 1 Luigino     | 28 mm    | 1994   | Níquel-Cobre       | 50              |

### Series 1995
| Valor nominal | Diâmetro | Edição | Metal                                                                                     | Número da cópia |
| ------------- | -------- | ------ | ----------------------------------------------------------------------------------------- | --------------- |
| 5 Centesimi   | 19,5 mm  | 1995   | Aço inoxidável                                                                            | Desconhecido    |
| 15 Centesimi  | 26 mm    | 1995   | Aço inoxidável                                                                            | Desconhecido    |
| 1/2 Luigino   | 30 mm    | 1995   | Construção bimetálica. Anel externo de bronze, interior de liga metálica de cobre-níquel. | Desconhecido    |
| 1/2 Luigino   | 30 mm    | 1995   | Construção bimetálica. Anel externo de bronze, interior de liga metálica de cobre-níquel. | Desconhecido    |
| 1 Luigino     | 28 mm    | 1995   | Bronze                                                                                    | 10700           |
| 1 Luigino     | 28 mm    | 1995   | .999 Prata                                                                                | 150             |
| 7 ½ Luigini   | 37 mm    | 1995   | .999 Prata                                                                                | 1000            |